# Волчецкая, Татьяна Станиславовна
Татьяна Станиславовна Волчецкая (род. 7 августа 1961, Псков) — юрист-криминолог, специалист по проблемам следственных ситуаций и вопросам криминологического моделирования; выпускница юридического факультета Калининградского государственного университета (1987), доктор юридических наук с диссертацией о криминалистической ситуалогии (1997); профессор и заведующая кафедрой уголовного процесса, криминалистики и правовой информатики Балтийского федерального университета; академик РАЕН.

## Биография
Татьяна Волчецкая родилась 7 августа 1961 года в Пскове; в 1988 году она окончила экономико-правовой факультет Калининградского государственного университета, после чего поступила в аспирантуру Московского государственного университета имени Ломоносова. В 1991 году, после окончания аспирантуры, она защитила кандидатскую диссертацию по теме «Ситуационное моделирование в расследовании преступлений» — стала кандидатом юридических наук.
В 1997 году Волчецкая успешно защитила докторскую диссертацию по теме «Криминалистическая ситуалогия» и стала доктором юридических наук. В следующем года она заняла пост заведующей кафедрой уголовного процесса, криминалистики и правовой информатики, являвшейся частью Балтийского федерального университета имени Иммануила Канта (БФУ) в городе Калининград. Прошла несколько научных стажировок в партнерских вузах БФУ в Германии, Норвегии, Финляндии, Швеции и США; стажировалась также в правоохранительных органах данных стран. Кроме того, она участвовала в формировании предложений по совершенствованию УПК России.
Волчецкая является вице-президентом Международного конгресса криминалистов и входит в состав исполнительного комитета Российской академии юридических наук (РАЮН); кроме того она является членом квалификационной коллегии судей. Состоит академиком РАЕН.

## Работы
Татьяна Волчецкая является автором и соавтором более 300 научных публикаций, включая несколько монографий; она специализируется, в основном, на проблемах криминалистического моделирования. Подготовила семнадцать кандидатов юридических наук:
- «Моделирование криминальных и следственных ситуаций». Учебное пособие (Калининград, 1994);
- «Криминалистическая ситуалогия» (М., 1997);
- «Современные проблемы моделирования в криминалистике и следственной практике». Учебное пособие (Калининград, 1997);
- «Криминалистика» (М., 2002).
- Основы судебной экспертологии : учеб. пособие : по курсу «Судеб. экспертология» / Т. С. Волчецкая ; Калинингр. гос. ун-т. — Калининград : Изд-во Калинингр. гос. ун-та, 2004. — 195 с.; ISBN 5-88874-490-5.
- Криминалистическая модульная методика расследования и поддержания государственного обвинения в суде (по делам об умышленном причинении тяжкого вреда здоровью) [Текст] : монография / Т. С. Волчецкая, М. В. Авакьян. — Москва : Юрлитинформ, 2019. — 198 с. : ил.; 22 см. — (Библиотека криминалиста : БК); ISBN 978-5-4396-1780-7 : 3000 экз.